# Mittelbuschbach
Der Mittelbuschbach ist ein nördlicher Zufluss der Dhünn, welcher eine Länge von knapp einem Kilometer hat. 

## Geographie

### Verlauf
Der Mittelbuschbach entspringt  in Leverkusen-Schlebusch südlich des Edelrather Weges in einem kleinen Wald auf einer Höhe von etwa 127 m ü. NN. Er fließt zunächst  südlicher Richtung durch das Waldgelände. Auf dieser Strecke hat er noch eine gute Gewässerstrukturgüte (Güteklasse 1–2). Er verlässt nun den Wald und läuft nun stark begradigt in Richtung Osten am Waldrand entlang. Nach etwa 150 Meter wechselt er die Richtung um 90 Grad nach  Süden. Dort fließt ihm der ebenfalls stark begradigte Mittelbuschsiefen zu. Der Mittelbuschbach fließt nun durch Felder und Wiesen, parallel zum Weg Im Mittelbusch und mündet schließlich auf einer Höhe von etwa 127 m ü. NN in die Dhünn.

### Zuflüsse
- Mittelbuschsiefen (links), 0,512 km

### Flusssystem Dhünn
- Liste der Fließgewässer im Flusssystem Dhünn